# Daina-Schrank

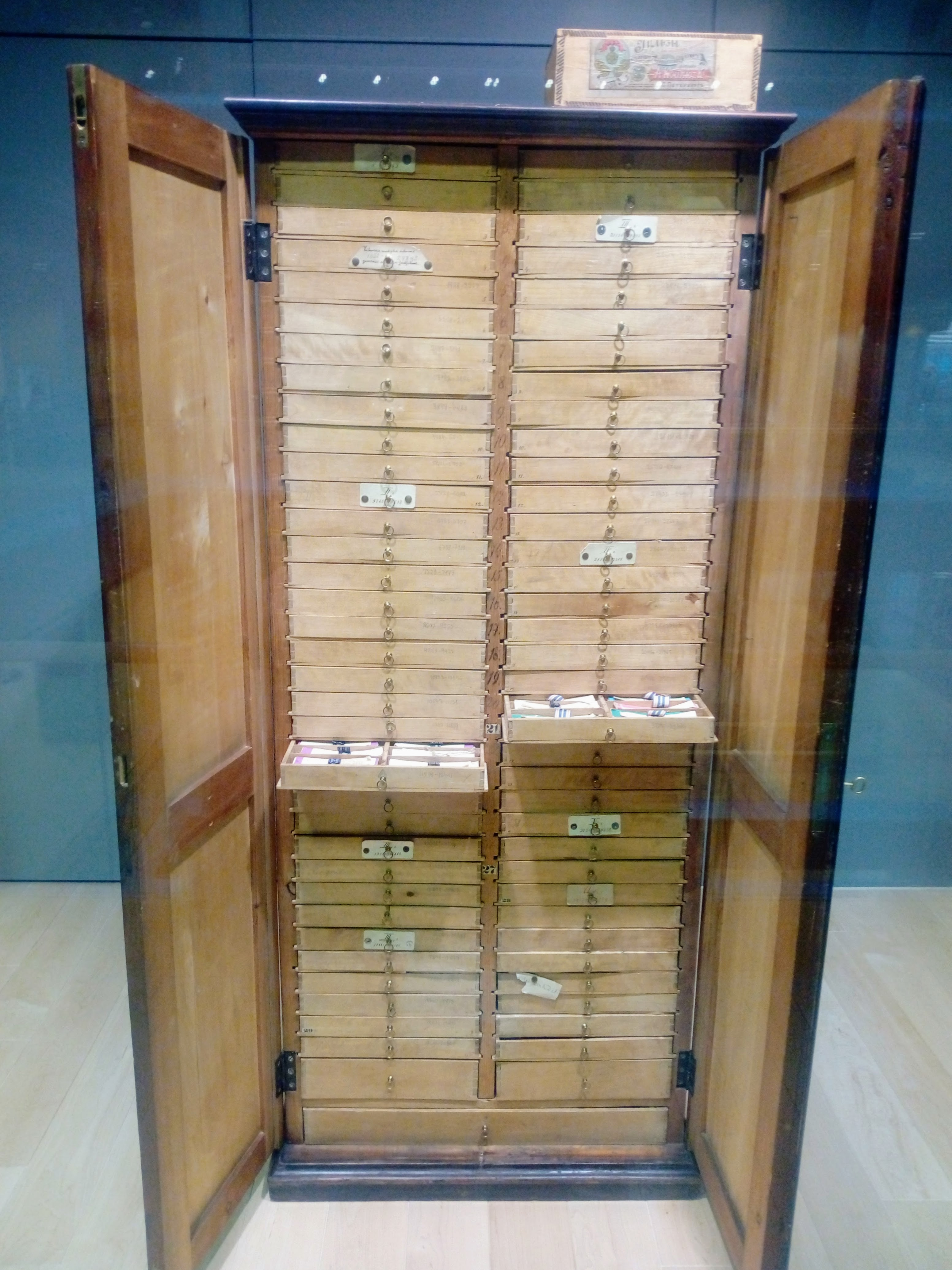
Der ursprüngliche Daina-Schrank in der Lettische Nationalbibliothek

Der Daina-Schrank (lettisch Dainu skapis) beherbergt eine von Krišjānis Barons angelegte Sammlung lettischer Volkslieder, der Dainas.  Er symbolisiert die Volksliedertradition als wichtiger Bestandteil der Selbstidentifikation Lettlands und wird gelegentlich als Nationalheiligtum bezeichnet. Der Schrank gehört seit 2001 zum Weltdokumentenerbe der UNESCO.
In den 70 Schubladen des Schranks befinden sich mehr als 350.000 handbeschriebene Zettel in einer Größe von 3 × 11 cm. Die darauf notierten Dainas wurden Barons von tausenden Informanten, etwa von Sängern, zugesandt. Dieses Material bildet die Quelle für seine umfangreiche, mehrbändige Edition, die knapp 218.000 Dainas umfasst.
Der Schrank selbst wurde um 1880 nach Barons eigenem Entwurf in Moskau gefertigt. Er ist 160 cm hoch, 66 cm breit und 42 cm lang. Ab 1940 wurde der Schrank über 70 Jahre lang im Lettischen Folklore-Archiv aufbewahrt, seit 2014 ist er in der Lettischen Nationalbibliothek ausgestellt.
Zwischen 1998 und 2006 wurden die Dainas digitalisiert, so dass die Texte nun online erfasst und abrufbar sind.